# Ottorino Beltrami
Ottorino Beltrami (Pisa, 13 agosto 1917 – Milano, 17 agosto 2013) è stato un militare e dirigente d'azienda italiano.
Particolarmente distintosi nel corso della seconda guerra mondiale come ufficiale sommergibilista, dove fu decorato con due Medaglie d'argento, due di bronzo e una Croce di guerra al valor militare. Nel 1949 lasciò il servizio militare entrando poi nella Olivetti, dove rimase sino al 1970 lasciò l'azienda ed entrò in Finmeccanica come direttore generale, ritornando quindici mesi dopo in Olivetti in qualità di amministratore delegato, e rimanendovi fino al 1978. Fu presidente della SIP dal 1980 al 1985, presidente della Fondazione Cariplo, e della Savigliano SpA. Cavaliere di Gran Croce dell'Ordine al merito della Repubblica Italiana

## Biografia
Nacque a Pisa il 13 agosto 1917, figlio di Pietro e Maria Forti. Arruolatosi nella Regia Marina a partire dal 1935 frequentò la Regia Accademia Navale di Livorno, corso "Pirati". Entrato in servizio permanente effettivo partecipò alla seconda guerra mondiale, inizialmente imbarcato su diverse navi, l'incrociatore leggero Giuseppe Garibaldi, il Da Barbiano, l'esploratore Nicolò Zeno, e il cacciatorpediniere Folgore. Presentò domanda per divenire osservatore d'aeroplano, ma alle sue rimostranze l'ammiraglio Antonino Toscano, Direttore del Personale della Regia Marina, gli replicò che avevano bisogno di gente come lui sui sommergibili.
Frequentata la scuola sommergibili di Pola, si imbarcò in successione sui sommergibili, Enrico Toti, Ametista (al comando di Virgilio Spigai), e in ultimo l'Acciaio, che comanderà a partire dal 3 maggio 1942, dopo alcuni mesi di comando in seconda. Ferito a una gamba nel corso di un bombardamento aereo a Cagliari il 17 febbraio 1943, a causa delle pessime cure iniziali gli si sviluppò una gangrena che gli costò l'amputazione dell'arto, eseguita, a Roma da Raffaele Paolucci, affondatore nella prima guerra mondiale della nave da battaglia Viribus Unitis. Dopo l'armistizio dell'8 settembre 1943 fuggì a sud ed entrò nel SIS (Servizio informazioni segrete) della Regia Marina. Finita la guerra giurò fedeltà come ufficiale nella neocostituita Marina Militare. Si era laureto in ingegneria e in scienze marittime e navali nel 1943.
Si congedò nel 1949, quando l'industriale Adriano Olivetti gli propose di seguire la ricostruzione dei porti per l'European Recovery Program, meglio conosciuto come piano Marshall. In seguito fu assunto da Olivetti che nel 1962 dirigerà la divisione elettronica Olivetti e nel 1964 verrà nominato direttore generale della Olivetti General Electric. Nel 1970 lasciò la Olivetti ed entrò in Finmeccanica come direttore generale, dopo 15 mesi ritornò in Olivetti come amministratore delegato, rimanendovi fino al 1978.
Dal 1981 al 1984 è stato vicepresidente della STET.  È stato presidente della SIP dal 1980 al 1985, che sotto la sua guida passò da 70.000 a 77.000 dipendenti, aumentando del 36% il numero degli abbonati, e fu presidente di Assolombarda dal 1985 al 1991. È stato poi presidente della Fondazione Cariplo, della Savigliano SpA, vicepresidente della Sopaf e consigliere dell'Accademia di belle arti di Brera, presidente onorario dell'Istud, vice presidente della Fondazione amici circolo della stampa, Amici di Brera e dei musei milanesi, nonché membro di giunta di Assolombarda, ANIE e Federchimica. Conferitagli l'onorificenza di Cavaliere di Gran Croce dell'Ordine al merito della Repubblica Italiana, divenne ammiraglio di divisione nel ruolo d'onore.
Nel 2003 sono state condotte delle indagini dalla Procura di Ivrea nei suoi confronti per l'utilizzo di amianto in diverse sedi della società da lui amministrata. Il procedimento si è concluso con una condanna a mesi 6 di reclusione stabilita dalla Corte d'appello per lesioni colpose nei confronti di una ex dipendente della Olivetti poi deceduta per una malattia polmonare riconducibile all'impiego di amianto. Il reato si estinse nel 2013, quando morì in attesa del giudizio della Corte di Cassazione.
Nel 2011 ha raccontato la sua esperienza bellica nel documentario del regista Claudio Costa Sopra e sotto i mari. È morto a Milano il 17 agosto 2013.

### Annotazioni
1. ↑  Caduto in combattimento a Capo Bon nel dicembre successivo 1940.
2. ↑  In questa occasione il comandante della Squadra Sommergibili, ammiraglio Antonio Legnani, dimostrò per lui un interessamento quasi paterno.

### Fonti
1. 1 2 3 4 5   Ottorino Beltrami, su Fondazione Giancarlo Quarta. URL consultato il 12 marzo 2021.
2. 1 2 3 4 5 6 7   Ottorino Beltrami, su assolombarda.it. URL consultato il 12 marzo 2021.
3. 1 2 3 4   Muore a 64 anni per l'amianto in Olivetti: la Telecom condannata a risarcire la famiglia, in Quotidiano Canavese, Editore Trecentodieci S.n.c., 26 novembre 2016. URL consultato il 12 marzo 2021.
4. ↑   Beltrami Ing. Ottorino, su Presidenza della Repubblica.
5. 1 2   Beltrami Ottorino, su Presidenza della Repubblica.